# محمد العامور
محمد العامور واسمه الكامل محمد يوسف محمد سلامة (أبو يوسف؛ 12 يونيو 1957 – ) مهندس مدني ورجل أعمال فلسطيني، يشغل منذ مارس 2024 منصب وزير وزارة الاقتصاد الوطني ضمن حكومة محمد مصطفى.

## حياته
وُلد العامور في 12 يونيو 1957 في بلدة بديا غرب سلفيت إبان فترة الإدارة الأردنية للضفة الغربية.
درس بكالوريوس الهندسة المدنية في الجامعة الأردنية بين عامي 1976 و1981.
للعامور دور في مجالس إدارة عدة أبرزها:
- رئيس مجلس إدارة مجموعة العامور الاستثمارية.
- رئيس مجلس إدارة شركة التكافل للتأمين.
- مجلس إدارة شركة القدس للمستحضرات الطبية.
- مجلس إدارة جمعية أصدقاء جامعة بيرزيت.
- مجلس إدارة المجلس الأعلى للإبداع والتميز منذ 1 أبريل 2024.[4]
- مجلس إدارة صندوق التكافل بمحافظة سلفيت.
- عضو سابق بمجلس إدارة هيئة تشجيع الاستثمار الفلسطينية.
- عضو سابق بمجلس إدارة مؤسسة المواصفات والمقاييس.

انتخب في 17 ديسمبر 2022، رئيسًا لجمعيات رجال الأعمال الفلسطينيين.
في 28 مارس 2024، اعتمد الرئيس محمود عباس التشكيلة الوزارية للحكومة الفلسطينية التاسعة عشرة التي يرأسها محمد مصطفى ومنحها الثقة. وفي 31 مارس 2024، أدى العامور اليمين القانونية وزيرًا لوزارة الاقتصاد الوطني في مقر الرئاسة الفلسطينية بمدينة البيرة.